# Kandergrund
Kandergrund (toponimo tedesco) è un comune svizzero di 780 abitanti del Canton Berna, nella regione dell'Oberland (circondario di Frutigen-Niedersimmental).

## Geografia fisica
Nel territorio di Kandergrund si trovano il monte Dündenhorn e il lago Blausee.

## Storia
Il comune di Kandergrund è stato istituito nel 1850 per scorporo da quello di Frutigen; dal suo territorio nel 1909 è stata a sua volta scorporata la località di Kandersteg, divenuta comune autonomo.
Tra l’Ottocento e il Novecento ai tradizionali settori dell'allevamento, della campicoltura e della tessitura a domicilio si affiancarono alcune attività industriali; la costruzione della ferrovia del Lötschberg, che ha messo in collegamento il Canton Berna con il Vallese e l'Italia, ha favorito a partire dal XIX secolo lo sviluppo del turismo di giornata ed escursionistico, in particolare grazie alla presenza del lago Blausee.

## Monumenti e luoghi d'interesse

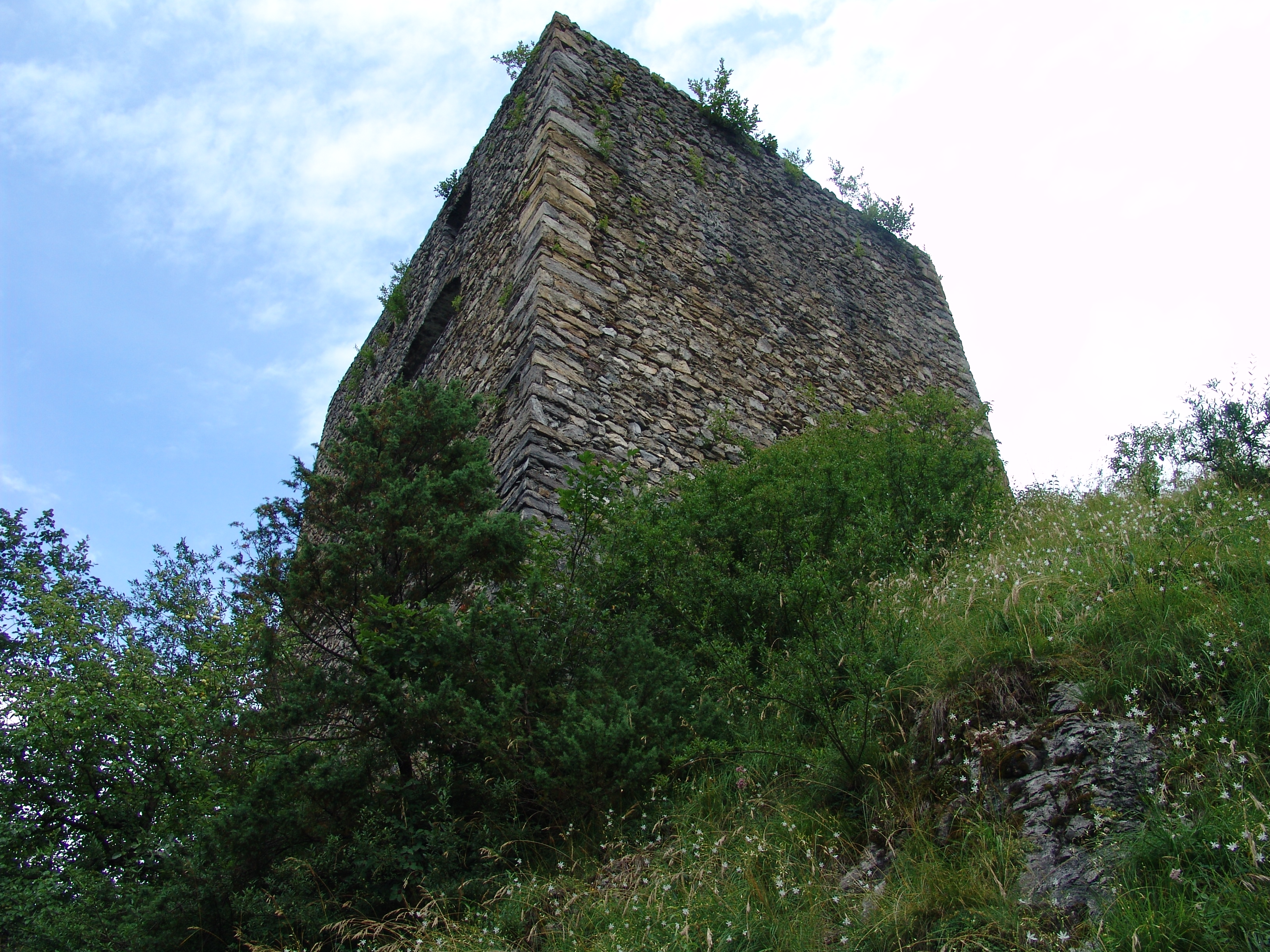
Le rovine del castello di Felsenburg

- Chiesa riformata di Bunderbach, eretta nel 1850[1];
- Rovine del castello di Felsenburg, eretto nel XII secolo[1][2].

## Società

### Evoluzione demografica
L'evoluzione demografica è riportata nella seguente tabella (fino al 1900 con Kandersteg):
Abitanti censiti

## Geografia antropica

### Frazioni
Le frazioni di Kandergrund sono:
- Ausser-Kandergrund
- Bunderbach
- Inner-Kandergrund
- Mitholz
- Reckental
- Rüti

## Infrastrutture e trasporti
Kandergrund è servito dall'omonima stazione e da quella di Blausee-Mitholz sulla ferrovia del Lötschberg.

## Amministrazione
Ogni famiglia originaria del luogo fa parte del cosiddetto comune patriziale e ha la responsabilità della manutenzione di ogni bene ricadente all'interno dei confini del comune.